# Praca klasowa
Praca klasowa (potocznie klasówka) – pisemne sprawdzenie bieżącej wiedzy i umiejętności uczniów szkół podstawowych i ponadpodstawowych pisane pod kontrolą nauczyciela, obejmujące pewną partię nauczanego materiału (z jednego przedmiotu) i trwające zwykle co najmniej jedną godzinę lekcyjną. Klasówka sprawdza wiedzę zwykle całej klasy szkolnej, a jej uczniowie piszą ją przeważnie w tym samym czasie i miejscu (zwykle w klasie szkolnej, w której mają zajęcia z danego przedmiotu). Nie stosuje się tego terminu dla sprawdzianu ustnego.
W przeciwieństwie do kartkówki, pisanej zwykle na własnych kartkach uczniów (zwykle wyrwanych ze środka zeszytu), prace klasowe są często pisane na arkuszach rozdanych przez nauczyciela.
Odpowiednikiem klasówki w szkołach wyższych jest kolokwium.
Krótszą formą sprawdzenia wiedzy w tego typu szkołach jest sprawdzian (słowo użyte tutaj w jego węższym, „szkolnym” znaczeniu). Sprawdzian różni się od klasówki tym, że jest zwykle znacząco krótszy i bardziej nastawiony na sprawdzenie bieżących wiadomości nabytych na ostatnich lekcjach.
Najkrótszą formą sprawdzianu jest kartkówka, powszechnie obejmująca materiał z trzech ostatnich lekcji. Trwa ona do maksymalnie 20 minut.
Znamienny jest brak sztywnego podziału. W niektórych szkołach i obszarach szkolnych terminy te mogą mieć trochę inne znaczenie bądź szerszy lub węższy zakres.